# Sbírka Peggy Guggenheimové
Sbírka Peggy Guggenheimové (anglicky Peggy Guggenheim Collection) je malé muzeum podél Canal Grande v Benátkách. Je to jedno z několika muzeí Nadace Solomona R. Guggenheima.
Obsahuje především osobní uměleckou sbírku Peggy Guggenheimové, bývalé manželky umělce Maxe Ernsta a neteře důlního magnáta Solomona R. Guggenheima. Sbírka obsahuje díla kubismu, surrealismu a abstraktního expresionismu, což zahrnuje díla výtvarníků jako jsou Picasso, Dalí, Magritte, Brâncuşi (včetně plastik ze série Pták v prostoru) a Pollock.
Nejznámější plastikou je Anděl města (italsky Angelo della Città) sochaře Marino Mariniho, vyobrazující nahého vzrušeného jezdce na koni.
V nádvoří mezi hlavní budovami je v zahradě rozsáhlá sbírka plastik.
Sbírka Peggy Guggenheimové je nejdůležitějším muzeem v Itálii pro evropské a americké umění první poloviny 20. století.